# Gauliga Vogtland
Die Gauliga Vogtland (auch 1. Klasse Vogtland) war eine der obersten Fußballligen des Verbandes Mitteldeutscher Ballspiel-Vereine (VMBV). Sie wurde 1906 gegründet und bestand bis zur Auflösung des VMBV 1933. Der Sieger qualifizierte sich für die Endrunde der mitteldeutschen Fußballmeisterschaft.

## Überblick
Am 13. Verbandstag des VMBV am 18. und 19. August 1906 wurde die Aufnahme des Verbandes Plauener Ballspielvereine beschlossen, hierfür wurde mit dem Gau Vogtland eine neue Spielklasse eingeführt. In der ersten Spielzeit 1906/07 bildete der Gau jedoch nur einen Unterbezirk der 1. Klasse Südwestsachsen. Ab 1907/08 gab es dann in diesem Gau eine eigenständige 1. Klasse. Seitdem qualifizierte sich der Gaumeister Vogtlands für die mitteldeutsche Fußballendrunde. Die 1. Klasse startete mit sechs Vereinen. 1912 entstand der Gau Göltzschtal als Abspaltung aus dem Gau Vogtland.
Mit Beginn des Ersten Weltkrieges stockte der Spielbetrieb. Die Ligeneinteilung und Terminierung der Hinrunde für die Saison 1914/15 wurde bereits im Juli 1914 festgelegt, zur Austragung der 1. Klasse kam es aber kriegsbedingt nicht. 1915/16 wurde die Gauliga wieder ausgetragen, der Gaumeister konnte jedoch nicht fristgerecht gemeldet werden, daher nahm kein Vertreter aus dem Gau Vogtland an der diesjährigen Fußballendrunde teil. In einer Gau-Ausschuss-Sitzung am 25. November 1916 wurde beschlossen, die Meisterschaft 1916/17 zu verschieben und erst ab 7. Januar 1917 zu beginnen. Als Grund wurde die fortgesetzte Einberufung der Spieler in den Militärdienst angegeben. Ob die Meisterschaft überhaupt ausgespielt wurde, ist nicht überliefert. Auch die restlichen Spielzeiten während der Kriegsjahre fanden anders als in anderen Gauen nicht statt.
Im Zuge der Spielklassenreform des VMBV 1919 war die Gauliga Vogtland nur noch zweitklassig. Mit der Kreisliga Westsachsen wurde eine neue oberste Spielklasse geschaffen, die neben dem Gau Vogtland noch die Gaue Göltzschtal und Westsachsen beinhaltete. Auch diese Liga dominierten die Vereine aus dem Gau Vogtland, der SV Concordia Plauen sicherte sich drei der vier ausgespielten Kreismeisterschaften. Zur Spielzeit 1923/24 wurden die Kreisligen wieder abgeschafft, fortan war die Gauliga Vogtland bis 1933 erneut erstklassig. Die Anzahl der Teilnehmer in der obersten Liga wurde schrittweise von sechs auf neun Vereine erhöht. Zur Spielzeit 1930/31 wurde der Gau Göltzschtal wieder an den Gau Vogtland angeschlossen. Es gab nun die zwei Staffeln Vogtland und Göltzschtal, die beiden Staffelsieger spielten in einem Finale um die Gaumeisterschaft. Zur Spielzeit 1932/33 wurden die beiden Staffeln zu einer Liga zusammengeführt.
Im Zuge der Gleichschaltung wurde der VMBV und demzufolge auch die Gauliga Vogtland, wenige Monate nach der Machtübernahme der Nationalsozialisten im Jahre 1933 aufgelöst.  Die besten zwei Vereine und nach Protest ebenfalls der Plauener SuBC, qualifizierten sich für die neu eingerichtete Gauliga Sachsen, die weiteren Vereine wurden in die unteren Spielklassen eingeordnet. 
Die Gauliga Vogtland wurde von den Plauener Vereinen dominiert. Erster Gaumeister war der FV Wettin Plauen. Es folgte eine Dominanz des FC Apelles Plauen und des FC Concordia Plauen, die alle weiteren Gaumeisterschaften bis zum Ersten Weltkrieg gewinnen konnten. Mitte der 1920er dominiert der aus einer Fusion von Apelles Plauen und Plauener BC entstandene Plauener SuBC und erreichte fünfmal die Gaumeisterschaft. Der 1. Vogtländische FC Plauen bestimmte Anfang der 1930er das Geschehen und kam zweimal zu Meisterschaftsehren. Zweimal gelang es Vereinen aus der ab 1930 wieder im Gau Vogtland ausgespielten Staffel Göltzschtal, die Gaumeisterschaft zu gewinnen.

## Einordnung
Die übermäßige Anzahl an erstklassigen Gauligen innerhalb des VMBVs hatte eine Verwässerung des Spielniveaus verursacht, es gab teilweise zweistellige Ergebnisse in den mitteldeutschen Fußballendrunden. Die Vereine aus der Gauliga Vogtland gehörten zu den spielschwächeren Vereinen im Verband. Meist konnte der Gaumeister Vogtlands in der ersten Runde gegen schwächere Gaumeister bestehen, aber spätestens in der zweiten Runde der mitteldeutschen Fußballendrunde schieden die Vereine aus. Kein einziges Mal konnten die Vertreter aus dem Vogtland das Halbfinale Mitteldeutschlands erreichen.
In der ab 1933 eingeführten erstklassigen Gauliga Sachsen stiegen der 1. Vogtländische FC Plauen und die SpVgg Falkenstein bereits nach der ersten Saison ab. Der Plauener SuBC konnte sich noch bis 1935 in dieser Gauliga halten. Concordia Plauen gelang Ende der 1930 für zwei Spielzeiten der Sprung in die Gauliga Sachsen.

## Meister der Gauliga Vogtland 1908–1933
| Jahr    | Gaumeister Vogtland         | Abschneiden mitteldt. Meisterschaft a | Mitteldeutscher Meister       |
| ------- | --------------------------- | ------------------------------------- | ----------------------------- |
| 1907/08 | FV Wettin Plauen            | Viertelfinale (1)                     | Wacker Leipzig                |
| 1908/09 | FC Apelles Plauen           | Viertelfinale (1)                     | SC Erfurt                     |
| 1909/10 | FC Apelles Plauen           | Vorrunde (1)                          | VfB Leipzig                   |
| 1910/11 | FC Apelles Plauen           | Viertelfinale (2)                     | VfB Leipzig                   |
| 1911/12 | FC Concordia Plauen         | 1. Runde (1)                          | SpVgg 1899 Leipzig-Lindenau   |
| 1912/13 | FC Apelles Plauen           | keine Teilnahme                       | VfB Leipzig                   |
| 1913/14 | FV Concordia Plauen         | Viertelfinale (3)                     | SpVgg 1899 Leipzig-Lindenau   |
| 1914/15 | kein Spielbetrieb           | kein Spielbetrieb                     | keine mitteldeutsche Endrunde |
| 1915/16 | FV Concordia Plauen         | keine Teilnahme                       | FC Eintracht Leipzig          |
| 1916/17 | kein Spielbetrieb           | kein Spielbetrieb                     | Hallescher FC 1896            |
| 1917/18 | kein Spielbetrieb           | kein Spielbetrieb                     | VfB Leipzig                   |
| 1918/19 | kein Spielbetrieb           | kein Spielbetrieb                     | Hallescher FC 1896            |
| 1919/20 | Kreisliga Westsachsen       | Kreisliga Westsachsen                 | VfB Leipzig                   |
| 1920/21 | Kreisliga Westsachsen       | Kreisliga Westsachsen                 | FC Wacker Halle               |
| 1921/22 | Kreisliga Westsachsen       | Kreisliga Westsachsen                 | SpVgg 1899 Leipzig-Lindenau   |
| 1922/23 | Kreisliga Westsachsen       | Kreisliga Westsachsen                 | SV Guts Muts Dresden          |
| 1923/24 | Plauener SuBC               | 2. Runde (2)                          | SpVgg 1899 Leipzig-Lindenau   |
| 1924/25 | Plauener SuBC               | 1. Runde (1)                          | VfB Leipzig                   |
| 1925/26 | SV Concordia Plauen         | 2. Runde (2)                          | Dresdner SC                   |
| 1926/27 | Plauener SuBC               | Ausscheidungsrunde (3)                | VfB Leipzig                   |
| 1927/28 | Plauener SuBC               | Viertelfinale (3)                     | FC Wacker Halle               |
| 1928/29 | Plauener SuBC               | 2. Vorrunde (2)                       | Dresdner SC                   |
| 1929/30 | 1. Vogtländischer FC Plauen | 2. Vorrunde (2)                       | Dresdner SC                   |
| 1930/31 | SV 1912 Grünbach b          | 2. Vorrunde (2) b                     | Dresdner SC                   |
| 1931/32 | 1. Vogtländischer FC Plauen | 3. Vorrunde (3)                       | PSV Chemnitz                  |
| 1932/33 | SpVgg Falkenstein           | 2. Runde (2)                          | Dresdner SC                   |

## Rekordmeister
Rekordmeister der Gauliga Vogtland ist der Plauener SuBC, der den Titel fünf Mal gewinnen konnten.
|  | Verein                      | Titel | Jahr                                        |
|  | --------------------------- | ----- | ------------------------------------------- |
|  | Plauener SuBC               | 5     | 1923/24, 1924/25, 1926/27, 1927/28, 1928/29 |
|  | FC Apelles Plauen           | 4     | 1908/09, 1909/10, 1910/11, 1912/13          |
|  | Concordia Plauen            | 4     | 1911/12, 1913/14, 1915/16, 1925/26          |
|  | 1. Vogtländischer FC Plauen | 2     | 1929/30, 1931/32                            |
|  | FV Wettin Plauen            | 1     | 1907/08                                     |
|  | SV 1912 Grünbach            | 1     | 1930/31                                     |
|  | SpVgg Falkenstein           | 1     | 1932/33                                     |

## Ewige Tabelle
Berücksichtigt sind alle überlieferten Spielzeiten der erstklassigen Gauliga Vogtland von 1907 bis 1933, sowie die Entscheidungsspiele der Staffelmeister 1930/31 und 1931/32. Da es in einigen Spielzeiten zu Spielen kam, die als Niederlage für beide Mannschaften gewertet wurden, gibt es mehr Gegen- als Pluspunkte.
| Pl. | Verein                     | Jahre | Sp. | S   | U  | N  | T+  | T-  | Diff. | Punkte  | Ø-Pkt. | Titel | Spielzeiten                   |
| --- | -------------------------- | ----- | --- | --- | -- | -- | --- | --- | ----- | ------- | ------ | ----- | ----------------------------- |
| 1.  | 1. Vogtländische FC Plauen | 18    | 222 | 145 | 25 | 52 | 778 | 362 | +416  | 315:129 | 1,42   | 2     | 1907–1914, 1915/16, 1923–1933 |
| 2.  | Concordia Plauen           | 18    | 223 | 122 | 38 | 63 | 684 | 460 | +224  | 282:164 | 1,26   | 4     | 1907–1914, 1915/16, 1923–1933 |
| 3.  | Plauener SuBC              | 10    | 148 | 101 | 22 | 25 | 444 | 219 | +225  | 224:72  | 1,51   | 5     | 1923–1933                     |
| 4.  | VfB Plauen                 | 10    | 148 | 69  | 24 | 55 | 327 | 283 | +44   | 162:134 | 1,09   | 0     | 1923–1933                     |
| 5.  | VfR 1919 Plauen            | 10    | 147 | 38  | 27 | 82 | 303 | 467 | −164  | 103:191 | 0,7    | 0     | 1923–1933                     |
| 6.  | FC Apelles Plauen c        | 7     | 67  | 47  | 6  | 14 | 293 | 82  | +211  | 100:34  | 1,49   | 4     | 1907–1914                     |
| 7.  | SpVgg 1909 Plauen          | 9     | 133 | 40  | 18 | 75 | 245 | 361 | −116  | 98:168  | 0,74   | 0     | 1923–1931, 1932/33            |
| 8.  | SC Markneukirchen          | 7     | 104 | 31  | 17 | 56 | 207 | 296 | −89   | 79:129  | 0,76   | 0     | 1925–1932                     |
| 9.  | SpVgg Falkenstein          | 3     | 52  | 37  | 2  | 13 | 180 | 94  | +86   | 76:28   | 1,46   | 1     | 1930–1933                     |
| 10. | Elsterberger BC            | 6     | 92  | 24  | 21 | 47 | 209 | 275 | −66   | 69:115  | 0,75   | 0     | 1926–1932                     |
| 11. | SV 1912 Grünbach           | 3     | 50  | 26  | 4  | 20 | 148 | 110 | +38   | 56:44   | 1,12   | 1     | 1930–1933                     |
| 12. | FC Teutonia Netzschkau     | 3     | 50  | 21  | 6  | 23 | 131 | 136 | −5    | 48:52   | 0,96   | 0     | 1930–1933                     |
| 13. | FV Wettin Plauen d         | 5     | 45  | 21  | 4  | 20 | 129 | 140 | −11   | 46:44   | 1,02   | 1     | 1907–1911, 1915/16            |
| 14. | 1. FC 1907 Reichenbach     | 3     | 50  | 19  | 6  | 25 | 76  | 94  | −18   | 44:56   | 0,88   | 0     | 1930–1933                     |
| 15. | VfB Lengenfeld 1908        | 3     | 50  | 11  | 13 | 26 | 81  | 145 | −64   | 35:65   | 0,7    | 0     | 1930–1933                     |
| 16. | SV Georgenthal             | 2     | 37  | 13  | 4  | 20 | 101 | 117 | −16   | 30:44   | 0,81   | 0     | 1931–1933                     |
| 17. | FC Britannia 1904 Plauen   | 6     | 56  | 13  | 4  | 39 | 95  | 166 | −71   | 30:82   | 0,54   | 0     | 1908–1914                     |
| 18. | VfB Auerbach               | 2     | 38  | 11  | 5  | 22 | 59  | 103 | −44   | 27:49   | 0,71   | 0     | 1930/31, 1932/33              |
| 19. | FC Sturm Reichenbach       | 2     | 26  | 9   | 4  | 13 | 54  | 81  | −27   | 22:30   | 0,85   | 0     | 1930–1932                     |
| 20. | Plauener BC 1905 c         | 5     | 45  | 8   | 2  | 35 | 50  | 206 | −156  | 18:72   | 0,4    | 0     | 1909–1914,                    |
| 21. | SV Merkur Oelsnitz         | 2     | 32  | 6   | 5  | 21 | 51  | 99  | −48   | 17:47   | 0,53   | 0     | 1929–1931                     |
| 22. | PSV Plauen                 | 2     | 32  | 6   | 4  | 22 | 49  | 133 | −84   | 16:48   | 0,5    | 0     | 1927–1929                     |
| 23. | FC Sachsen Plauen e        | 1     | 7   | 5   | 0  | 2  | 27  | 20  | +7    | 10:40   | 1,43   | 0     | 1915/16                       |
| 24. | FC Germania Plauen d       | 3     | 29  | 3   | 1  | 25 | 28  | 145 | −117  | 7:51    | 0,24   | 0     | 1907–1910                     |
| 25. | FC Plavia Plauen           | 1     | 10  | 3   | 0  | 7  | 7   | 41  | −34   | 6:14    | 0,6    | 0     | 1907/08                       |
| 26. | VfB Rodewisch              | 1     | 14  | 2   | 2  | 10 | 23  | 52  | −29   | 6:22    | 0,43   | 0     | 1930/31                       |
| 27. | SV Sturm Rebesgrün         | 1     | 12  | 1   | 2  | 9  | 26  | 42  | −16   | 4:20    | 0,33   | 0     | 1931/32                       |
| 28. | ATV Plauen                 | 1     | 8   | 0   | 0  | 8  | 4   | 23  | −19   | 0:16    | 0      | 0     | 1915/16                       |
| 29. | FC Wacker Plauen-Reusa     | 2     | 15  | 0   | 0  | 15 | 8   | 65  | −57   | 0:30    | 0      | 0     | 1910–1912                     |